# Stefan Johansson (jurist)
Lars Stefan Johansson, född 1965, är en svensk jurist. Han är justitieråd i Högsta domstolen sedan 2016.
Johansson avlade juristexamen vid Lunds universitet 1991. Han tjänstgjorde sedan som tingsnotarie vid Lunds tingsrätt 1991–1993. Han fortsatte på domarbanan och blev assessor i Svea hovrätt 1996. Han studerade EU-rätt vid London School of Economics and Political Science 1996–1997. Därefter började han 1997 arbeta som rättssakkunnig vid Finansdepartementet. Han gick över till Justitiedepartementet 1998, där han var rättssakkunnig 1998–2000, kansliråd 2000–2002 och ämnesråd 2003–2005. Han var därefter byråchef vid Riksåklagarens kansli på Åklagarmyndigheten 2005–2009 samt hovrättsråd och vice ordförande i Svea hovrätt 2009–2010. Han blev rättschef 2010 och expeditionschef 2012 vid Justitiedepartementet.
Den 18 april 2016 tillträdde Johansson som justitieråd i Högsta domstolen. I juni 2024 beslutade regeringen att utse Johansson till avdelningsordförande för en av avdelningarna i Högsta domstolen; han tillträder uppdraget 1 april 2025.